# Evan (Name)
Evan ist ein vorwiegend männlicher Vorname und ein Familienname. Es handelt sich um eine anglisierte Schreibung der walisischen Variante Ifan bzw. Iefan von Johannes.

## Namensträger

### Vorname
- Evan Shelby Alexander (um 1767–1809), US-amerikanischer Politiker
- Evan Arntzen (* 1984/85), kanadischer Jazzmusiker
- Evan Barry (* 1990), US-amerikanischer Volleyballspieler
- Evan Bates (* 1989), US-amerikanischer Eiskunstläufer
- Evan Bayh (* 1955), US-amerikanischer Politiker
- Evan Bouchard (* 1999), kanadischer Eishockeyspieler
- Evan Brophey (* 1986), kanadischer Eishockeyspieler
- Evan Bush (* 1986), US-amerikanischer Fußballtorhüter
- Evan Christopher (* 1969), US-amerikanischer Jazzklarinettist
- Evan Clements (* 1947), britischer Rennfahrer
- Evan S. Connell (1924–2013), US-amerikanischer Schriftsteller
- Evan J. Crane (1889–1966), US-amerikanischer Chemiker
- Evan Drachman, US-amerikanischer Cellist
- Evan Dunfee (* 1990), kanadischer Geher
- Evan Elken (* 1977), US-amerikanischer Radrennfahrer
- Evan Ellingson (1988–2023), US-amerikanischer Schauspieler
- Evan Engram (* 1994), US-amerikanischer American-Football-Spieler
- Evan Evagora (* 1996), US-amerikanischer Schauspieler
- Evan Evans (Unternehmer) (1765–1844), britischer Maschinenbauer und Unternehmer
- Evan Fallenberg (* 1961), US-amerikanischer Schriftsteller und Übersetzer
- Evan Farmer (* 1972), US-amerikanischer Schauspieler
- Evan Ferguson (* 2004), irischer Fußballspieler
- Evan Fournier (* 1992), französischer Basketballspieler
- Evan Fraser (* 1973), britisch-kanadischer Geograph
- Evan Furness (* 1998), französischer Tennisspieler
- Evan G. Galbraith (1928–2008), US-amerikanischer Manager und Diplomat
- Evan Gamble (* 1981), US-amerikanischer Schauspieler
- Evan Gershkovich (* 1991), US-amerikanischer Reporter
- Evan Girard (* 1993), kanadischer Biathlet
- Evan Goldberg (* 1982), kanadischer Drehbuchautor und Filmproduzent
- Evan Gumbs (* 1964), Politiker aus Anguilla
- Evan Handler (* 1961), US-amerikanischer Schauspieler
- Evan Vanfossen Hansis (* 1981), US-amerikanischer Schauspieler, siehe Van Hansis
- Evan Hayes (* 1978), US-amerikanischer Filmproduzent
- Evan James Henderson, US-amerikanischer Schauspieler, Drehbuchautor und Filmproduzent
- Evan C. Horning (1916–1993), US-amerikanischer Chemiker
- Evan Hoyt (* 1995), britischer Tennisspieler
- Evan Huffman (* 1990), US-amerikanischer Radrennfahrer
- Evan Hunter (1926–2005), US-amerikanischer Schriftsteller und Drehbuchautor, siehe Ed McBain
- Evan Jager (* 1989), US-amerikanischer Hindernisläufer
- Evan Jenkins (* 1960), US-amerikanischer Politiker
- Evan Jones (Schauspieler) (* 1976), US-amerikanischer Schauspieler
- Evan John Jones (Politiker) (1872–1952), US-amerikanischer Politiker
- Evan Thomas Jones (1850–1904), britischer Schwimmer
- Evan Jonigkeit (* 1983), US-amerikanischer Schauspieler und Filmproduzent
- Evan Karagias (* 1973), US-amerikanischer Wrestler
- Evan Kaufmann (* 1984), US-amerikanischer Eishockeyspieler
- Evan King (* 1992), US-amerikanischer Tennisspieler
- Evan Klamer (1923–1978), dänischer Radrennfahrer
- Evan Kuhlman, US-amerikanischer Kinderbuchautor
- Evan Longoria (* 1985), US-amerikanischer Baseballspieler
- Evan A. Lottman (1931–2001), US-amerikanischer Filmeditor
- Evan Low (* 1983), US-amerikanischer Politiker
- Evan Lurie (* 1954), US-amerikanischer Jazzpianist und -komponist
- Evan Lysacek (* 1985), US-amerikanischer Eiskunstläufer
- Evan Mathis (* 1981), US-amerikanischer Footballspieler
- Evan Mawdsley (* 1945), US-amerikanischer Historiker
- Evan McEachran (* 1997), kanadischer Freestyle-Skier
- Evan McGaughey (* 1994), US-amerikanischer Basketballspieler
- Evan McGrath (* 1986), kanadisch-polnischer Eishockeyspieler
- Evan McMullin (* 1976), US-amerikanischer CIA-Agent
- Evan McPherson (* 1999), US-amerikanischer Footballspieler
- Evan Mecham (1924–2008), US-amerikanischer Politiker
- Evan Mobley (* 2001), US-amerikanischer Basketballspieler
- Evan Morgan, 2. Viscount Tredegar (1893–1949), britischer Adliger
- Evan Mosey (* 1989), britisch-US-amerikanischer Eishockeyspieler
- Evan N’Dicka (* 1999), französisch-ivorischer Fußballspieler
- Evan Neal (* 2000), US-amerikanischer Footballspieler
- Evan Nepean (1751–1822), britischer Kolonialbeamter und Politiker
- Evan Neufeldt (* 1987), kanadischer Skeletonpilot
- Evan Baillie Noel (1879–1928), britischer Athlet und Sportjournalist
- Evan Oliphant (* 1982), schottischer Radrennfahrer
- Evan Osnos (* 1976), US-amerikanischer Journalist und Autor
- Evan Palmer-Charrette (* 1994), kanadischer Skilangläufer
- Evan Parke (* 1968), jamaikanischer Schauspieler
- Evan Parker (* 1944), britischer Saxophonist
- Evan Parks (* 1997), österreichischer Musiker
- Evan Peters (* 1987), US-amerikanischer Schauspieler
- Evan Rankin (* 1986), US-amerikanischer Eishockeyspieler
- Evan Roberts (1878–1951), walisischer Prediger
- Evan Roberts (Botaniker) (1909–1991), walisischer Botaniker und Naturschützer
- Evan Rodrigues (* 1993), kanadischer Eishockeyspieler
- Evan Roe (* 2000), US-amerikanischer Schauspieler und Musicaldarsteller
- Evan Roth (* 1978), US-amerikanischer Künstler
- Evan Scott (* 1992), US-amerikanischer Basketballschiedsrichter südkoreanischer Abstammung
- Evan Seinfeld (* 1965), US-amerikanischer Rockmusiker
- Evan E. Settle (1848–1899), US-amerikanischer Politiker
- Evan Sharp (* 1982), US-amerikanischer Unternehmer, Co-Gründer der Firma Pinterest
- Evan Sherman (* 1993), US-amerikanischer Jazz-Schlagzeuger
- Evan Spiegel (* 1990), US-amerikanischer Unternehmer, Gründer der Firma Snap
- Evan Stewart (* 1975), simbabwischer Wasserspringer
- Evan Stone (* 1964), US-amerikanischer Pornodarsteller
- Evan Tanner (1971–2008), US-amerikanischer Mixed-Martial-Arts-Kämpfer
- Evan Taubenfeld (* 1983), US-amerikanischer Rockgitarrist
- Evan Thompson (* 1962), US-amerikanischer Philosoph
- Evan Graham Turbott (1914–2014), neuseeländischer Zoologe
- Evan Turner (* 1988), US-amerikanischer Basketballspieler
- Evan Sloan Weinstein (* 1988), US-amerikanischer Schauspieler, Fernsehmoderator und Synchronsprecher
- Evan Williams (Fußballspieler) (1943–2025), schottischer Fußballtorhüter
- Evan Williams (Unternehmer) (* 1972), US-amerikanischer Internet-Unternehmer
- Evan Williams (Squashspieler) (* 1989), neuseeländischer Squashspieler
- Evan James Williams (1903–1945), britischer Physiker
- Evan Zhu (* 1998), US-amerikanischer Tennisspieler
- Evan Ziporyn (* 1959), US-amerikanischer Klarinettist und Komponist

Evann
- Evann Guessand (* 2001), französisch-ivorischer Fußballspieler

#### Als weiblicher Vorname
- Evan Imber-Black (* 1944), US-amerikanische Psychiaterin und Psychotherapeutin
- Evan Ryan (* 1971), US-amerikanische Bundesbeamtin und Politikerin
- Evan Rachel Wood (* 1987), US-amerikanische Schauspielerin

Evanna
- Evanna Lynch (* 1991), irische Schauspielerin

### Familienname
- Gio Evan (* 1988), italienischer Schriftsteller und Cantautore
- Hugh Evan-Thomas (1862–1928), britischer Admiral
- John Evan (* 1948), britischer Keyboardspieler
- Theo Evan (* 2000), griechisch-zyprischer Sänger